# Al-Adhimí
Abu-Abd-Al·lah Muhàmmad ibn Alí ibn Muhàmmad at-Tanukhí (àrab: أبو عبد الله محمد بن علي بن محمد التنوخي, Abū ʿAbd Allāh Muḥammad b. ʿAlī b. Muḥammad at-Tanūẖī), conegut com a al-Adhimí (àrab: العظيمي, al-ʿAẓīmī) (1090-1161), fou un historiador àrab d'Alep.
Va escriure una història universal centrada en Síria, que arriba fins al 1143/1144, i una història d'Alep. No són obres molt destacades, però són les úniques que es conserven de la Síria dels segles xi i xii.